# اچ‌ام‌ای‌اس تاراکان (ال ۱۲۹)
اچ‌ام‌ای‌اس تاراکان (ال ۱۲۹) (به انگلیسی: HMAS Tarakan (L 129)) یک کشتی است که طول آن ۴۴٫۵ متر (۱۴۶ فوت) می‌باشد. این کشتی در سال ۱۹۷۲ ساخته شد.